# SCREEN Mode
SCREEN Mode o Screen mode (スクリーンモード Sukurīnmōdo?), es una unidad musical japonesa que debutó el 27 de noviembre de 2013 bajo el sello Lantis. Los fanes son comúnmente conocidos como Stars (スターズ Sutāzu?).

## Miembros
- Yuu-YOU-: Actor de voz Yū Hayashi. Vocalista. Nacido en la prefectura de Kanagawa el 2 de abril de 1983. Afiliado a Ken Productions.
- Masatomo: Masatomo Ōta. Productor de sonido y a cargo de las guitarras. Nacido en la prefectura de Aichi el 26 de febrero de 1976.

## Historia
Masatomo Ōta comenzó tocando la guitarra y uniéndose a una banda cuando era adolescente. Debutó como compositor en 2003 y se convirtió en productor de sonido para muchos artistas como Yukari Tamura, Mimori Suzuko y Yū Serizawa.  
Yū Hayashi comenzó como actor infantil para la compañía teatral Gekidan Himawari . Prestó su voz en numerosos papeles de doblaje para personajes de anime y de acción real.
Yū y Masatomo, se conocieron por primera vez durante la producción del anime Gingitsune y formaron la unidad "SCREEN Mode". El nombre de la unidad fue elegido por el deseo de impresionar a los oyentes cambiando la imagen sonora (= SCREEN) creada al mezclar las voces de Yū y Masatomo en varios "modos" (= Mode).

## Discografía

### Sencillos
- "Moonlight STORY" (27 de noviembre de 2013), tema final del anime Gingitsune
- "LΦVEST" (23 de julio de 2014), tema de apertura del anime Love Stage!!
- "Amazing the World (アメイジング ザ ワールド)" (5 de noviembre de 2014), primer tema final del anime Gundam Build Fighters Try.
- "Kyokugen Dreamer (極限Dreamer Limit Dreamer )" (28 de enero de 2015), tema de apertura del anime Yoru no Yatterman [4]
- "Ambivalence (アンビバレンス)" (8 de abril de 2015), segundo tema final de la temporada 3 del anime Kuroko no Basket [5]
- "Naked Dive" (27 de enero de 2016), tema de apertura del anime Musaigen no Phantom World [6]
- "ROUGH DIAMONDS" (27 de julio de 2016), tema de apertura de la temporada 2 de Food Wars! : Shokugeki no Soma [7]
- Razone Living (26 de octubre de 2016), segundo tema de apertura de la temporada 2 de Bungo Stray Dogs . [8]
  - Clasificado como noveno mejor tema musical por la revista Newtype en 2017. [9]
- "MYSTERIUM" (26 de julio de 2017), tema de apertura del anime Vatican Kiseki Chousakan [10]
- "GIFTED" (29 de agosto de 2018), tema de apertura del anime Muhyo & Roji's Bureau of Supernatural Investigation [11]
- "Wright Left" (3 de julio de 2019), episodio 12, tema musical de la temporada 3 del anime Bungo Stray Dogs [12]
- "One Wish" (27 de noviembre de 2019), tema final del anime Special 7: Special Crime Investigation Unit[13]
- "¡Wake Up Decker!" (9 de julio de 2022), tema de apertura de TV Tokusatsu Ultraman Decker

### Miniálbumes
- Ultraman Decker
- NATURAL HIGH DREAMER (8 de octubre de 2014)
- SOUL (2 de febrero de 2017)
- Yakusoku no Sora (約束の空Sky of Promise ) (3 de julio de 2019)

### Álbumes
- Discovery Collection (22 de julio de 2015)
- 1/1 (24 de enero de 2018)
- With You (27 de enero de 2021)